# Ana Flávia Cavalcanti
Ana Flávia Cavalcanti (Diadema, São Paulo, 1 de agosto de 1982) é uma atriz, diretora, roteirista brasileira. 
Nascida em Eldorado, Diadema, na Grande São Paulo, começou sua carreira trabalhando como babá aos 10 anos. Cresceu também na Península de Maraú, na Bahia, onde viveu a maior parte de sua vida. A atriz começou sua carreira em 2005 com a peça GIZ. Posteriormente, passou uma temporada em Paris, onde trabalhou como voluntária no Théàtre du Soleil. Durante esse período, acompanhou as filmagens de um espetáculo intitulado O Naufrágio da Louca Esperança. 
Na TV, estreou na TV como a personagem Carola na novela Além do Tempo, em 2015. Em 2017, interpretou a diretora Dóris em Malhação-Viva a Diferença. Sua carreira teve um notável crescimento, passando por diversas produções de destaque na TV, como Amor de Mãe e Sob Pressão, além de seu papel na série Os Outros no Globoplay. 

## Filmografia

### Televisão
| Ano     | Título                       | Personagem                 | Notas                                 |
| ------- | ---------------------------- | -------------------------- | ------------------------------------- |
| 2009    | Unidos do Livramento         | Lucrécia                   | Episódio: 1                           |
| 2015    | Além do Tempo                | Carola                     | [ 2 ]                                 |
| 2017    | Malhação                     | Profª. Dóris Belink Bonfim | Temporada 25                          |
| 2018    | O Negócio                    | GP do Clube Pietra         | Episódio: 4, 5 e 7                    |
| 2018    | Samantha!                    | Réporter                   | Episódio 2                            |
| 2019    | A Garota da Moto             | Naomi / Suellen            | [ 4 ]                                 |
| 2019–21 | Amor de Mãe                  | Inspetora Miriam Amaral    | [ 5 ]                                 |
| 2019–22 | Sob Pressão                  | Diana Almeida de Jesus     | [ 6 ]                                 |
| 2021    | Onde Está Meu Coração        | Inés                       | [ 4 ]                                 |
| 2023    | Santo Maldito                | Maria Clara                | [ 7 ]                                 |
| 2023    | Vai na Fé                    | Promotora Valéria          | [ 8 ]                                 |
| 2023    | Os Outros                    | Sandra                     | [ 9 ]                                 |
| 2023    | Notícias Populares           | Greta Von Kant             |                                       |
| 2023    | Histórias (Im)Possíveis      | Lena                       | Episódio: Falas de Orgulho - Sísmicas |
| 2024    | Garota do Momento            | Marlene dos Santos         | [ 9 ]                                 |
| 2025    | Passinho: O Ritmo dos Sonhos | Mila                       | [ 11 ]                                |

### Filme
| Ano  | Título                            | Personagem | Notas                      |
| ---- | --------------------------------- | ---------- | -------------------------- |
| 2016 | Personal Vivator                  | Marineuza  |                            |
| 2016 | Rainha                            | Rita       |                            |
| 2017 | Corpo Elétrico                    | Carla      |                            |
| 2019 | A Mordida                         | Jennifer   |                            |
| 2020 | Casa de Antiguidades              | Jennifer   |                            |
| 2021 | Dente por Dente                   | Márcia     |                            |
| 2022 | Bocaina                           | Musk       | [ 12 ]                     |
| 2022 | Rã                                | Val        | Também é diretora do filme |
| 2023 | Fim de Semana no Paraíso Selvagem | Rejane     |                            |
| 2024 | Baby                              | Priscila   |                            |

### Peça de teatro
| Ano  | Título              | Personagem                                 | Notas  |
| ---- | ------------------- | ------------------------------------------ | ------ |
| 2005 | GIZ                 | Marineuza                                  |        |
| 2017 | A Babá quer passear |                                            | [ 14 ] |
| 2017 | Serviçal            |                                            | [ 14 ] |
| 2022 | Conforto            | Babá / Diarista / Paquita / Val Cavalcanti | [ 15 ] |